# Üröm (település)
Üröm (németül: Irm vagy Erben) község Pest vármegyében, a Pilisvörösvári járásban, a budapesti agglomerációban helyezkedik el. Közvetlenül határos Budapest III. kerületének több városrészével, legfontosabb útvonala az 1108-as út.

## Fekvése
Budapest közvetlen szomszédságában helyezkedik el, a várostól északnyugatra. További szomszédai észak felől Budakalász, nyugat felől pedig Pilisborosjenő, illetve közigazgatási területének délnyugati részén, egy kisebb szakaszon határos Solymárral is. Délnyugati határán húzódik a 10-es főút, a település legfontosabb közlekedési útvonala viszont a Szentendrétől, a 11-es főúttól induló, és a 10-es útig tartó 1108-as út.
Ebből az útból még két olyan út ágazik ki a település területén, amelyek országos közútnak minősülnek, mindkettő Pilisborosjenő központjába vezet. Az egyik a központban, lámpás kereszteződéssel nyugat felé kiágazó 11 105-ös út, települési neve Fő utca (ezt használják a Pilisborosjenőre tartó Volánbusz-járatok is), a másik pedig a község déli részén, Széchenyitelepen, az 1108-as 8+500-as kilométerszelvényénél északnyugat felé kiágazó, jóval kisebb forgalmat bonyolító 11 101-es út.
Az eddig említett útvonalakon felül Üröm kényelmesen megközelíthető a III. kerületből önkormányzati utakon is: Csillaghegy felől a strand közelében induló Ürömi úton, illetve Békásmegyer felől a Kőbánya utca folytatásában húzódó burkolatlan Békahát utcán keresztül.
Vasútvonal nem érinti, de a déli határa közvetlen közelében húzódik a Budapest–Esztergom-vasútvonal. Ott található a nevét viselő Üröm megállóhely is, de még Budapest közigazgatási határain belül.

## Környékének földtani felépítése
A környék legidősebb, a felszínre is kibukkanó kőzetei a késő triász korban leülepedett fődolomit és a rá települő dachsteini mészkő. Ezek feltárásai a Péter-hegyen, a Róka-hegyen, a Kálvária-dombon, a Kő-hegyen, az Ezüst-hegyen, a Nagy- és a Kis-Kevélyen tanulmányozhatók. A dolomit porát súrolópornak használták, a mészkőből meszet égettek.
A triász karbonátkőzetek erodált felszínére (amint ez a Kő-hegy nyugati oldalán tanulmányozható) 173 millió éves üledékhézaggal az eocén kor priabonai korszakában lerakódott mészkövek (szépvölgyi mészkő) települnek, ezeket pedig a bennük szórványosan előforduló mohaállatokról elnevezett bryozoás márga fedi le. A falu régi lakói ezt a kőzetet „bunyikőnek” hívták, a benne nyitott kőfejtőket pedig „laposkő-bányának”, mivel a márga a réteglapok mentén lemezesen elválik.
Az eocén végén a tenger ismét visszahúzódott e területről, amit rövid üledékhézag jelez. Az újabb elöntésre már az oligocénban kerül sor; ennek hatására, oxigén-és életmentes, nyugodt tengerfenéken ülepedett le a Csókavár utca és a Róka-hegy közötti részen feltárt tardi agyag. Az egykor nagyobb területen összefüggő agyagtakaró elsöprő többsége a még az oligocén közepe előtti újabb, rövid (mindössze 1–2 millió éves) szárazulati időszakban lepusztult.
Az oligocén közepe utáni tengerelöntés terméke a partközelben lerakódott, durvaszemű, sok kvarckavicsot tartalmazó hárshegyi homokkő, amit sokáig fejtettek kisebb-nagyobb bányagödrökben, hogy őrlőköveket (főleg malomköveket) faragjanak belőle. Ezután a tenger kimélyült, és a homokkövet a 400–500 m mélyen lerakódott, téglagyártásra kiválóan alkalmas kiscelli agyag fedi le.
Miocén és pliocén korú kőzetek Üröm környékén nincsenek. A pleisztocén időszakban az akkor hegylábakon feltörő források alatti sekély tavakban többfelé édesvízi mészkő (travertino) rakódott le. A kor állatvilágáról a Kis-Kevély oldalában, Csobánka fölött nyíló Mackó-barlang ásatásaiból tudunk. A neandervölgyi ember (Homo neanderthalensis) pattintott kőeszközei mellett az ezelőtt 45–25 000 évvel lerakódott rétegekből az alábbi emlősök csontjai kerültek elő:
- barlangi medve (Ursus spaelaeus, főleg az alsó rétegekből)
- barlangi oroszlán (Felis spelaea)
- barlangi hiéna (Hyaena spelaea)
- óriás jávorszarvas (Megaloceros giganteus)
- gyapjas orrszarvú (Coelodonta antiquitatis)
- őstulok (Bos primigenius)
- rénszarvas (Rangifer tarandus, a felső rétegekből)
- szibériai örvöslemming (Dicrostonyx torquatus)
- füttyentő nyúl (Ochotona pusilla)
- valamilyen lóféle (Equus sp.)

A jégkorszak hidegebb periódusaiban lerakódott lösz, homokos lösz főleg a Péterhegyi-nyeregben és környékén őrződött meg.

## Nevének eredete
A falu nevének egyes vélemények szerint nincs köze a vele azonos alakban írt üröm növénynemzetséghez. 1212-ben, illetve 1214-ben írt oklevelek „EURIM” alakban említik, egy 1302-ből származó iratban „EWRWM” formában szerepel. Ezek helyes kiejtése örim, illetve örem. Ennek a türk szónak az eredeti értelme: őrölni. Báldi Tamás szerint e nevet azért kaphatta, mert határában bányászhatták az elkovásodott, kvarcit jellegű, malomkőnek kiválóan alkalmas hárshegyi homokkövet. Más álláspont szerint az eredeti névalak megegyezik a csuvas arɨm (üröm) szóval.
A 19. században alapvetően német ajkú lakossága „Irm” néven említette, ebből magyarosították az „Üröm” nevet.

## Természeti kincsei

### Növényzete
Üröm a Bakonyicum flóravidék peremvidékén, a közép-dunai flóraválasztóhoz közel épült, ezért természetes növényzetében az Eupannonicum és a Matricum flóravidék elemei is feltűnnek.

#### Növénytársulások
A mészkő- és dolomithegyek domináns növénytársulásai a különféle típusú karsztbokorerdők, közülük is főképp a sajmeggyes – molyhos-tölgyes bokorerdő (Ceraso mahaleb – Quercetum pubescentis). Ennek egyetlen koronaszintje mintegy 4–5 m magasan fejlődik ki; benne a két névadó fajon kívül még a virágos kőris (Fraxinus ornus) gyakori. A tisztásokon és a réteken rendkívül változatos és fajgazdag sziklagyepek és lejtősztyeppek alakultak ki.
A karsztbokorerdőt sok helyen kiirtották, hogy szőlőt telepítsenek a helyébe, ezzel elszigetelték egymástól a természetes növénytakaró megmaradt foltjait (a karsztbokorerdő többhelyütt is a szőlők közötti mezsgyékre szorult vissza), ezért az egyes magaslatok növényzete mindinkább egyedi, szomszédaitól különböző jelleget ölt. Az ezredforduló idején kezdődő intenzív lakópark-építés számos élőhelyet megsemmisített.

#### Üröm és környékének védett növényei
Egy 2005-ös felmérés szerint:
Fokozottan védett növények:
- gyapjas gyűszűvirág (Digitalis lanata)
- magyar gurgolya (Seseli leucospermum)

Védett növények:
- apró nőszirom (Iris pumila)
- árlevelű len (Linum tenuifolium)
- bársonyos kakukkszegfű (Lychnis coronaria)
- Borbás-kerep (Lotus borbasii)
- borzas szulák (Convolvulus cantabrica)
- budai berkenye (Sorbus semiincisa)
- bunkós hagyma (Allium sphaerocephalon)
- csinos árvalányhaj (Stipa pulcherrima)
- erdei szellőrózsa (Anemona sylvestris)
- ezüstaszott (Paronychia cephalotes)
- hangyabogáncs (Jurinea mollis)
- homoki fátyolvirág (Gypsophila fastigiata ssp. arenaria)
- homoki vértő (Onosma arenaria)
- vetési konkoly (Agrostemma githago)
- leánykökörcsin (Pulsatilla grandis)
- madárfészek (Neottia nidus-avis)
- magyar bogáncs (Carduus collinus)
- nagy pacsirtafű (Polygala major)
- nagyezerjófű (Dictamnus albus)
- pézsmahagyma (Allium moschatum)
- pusztai árvalányhaj (Stipa pennata)
- pusztai meténg (Vinca herbacea)
- budai imola (Sadler-imola, Centaurea sadleriana
- sárga kövirózsa (Sempervivum globiferum subsp. hirtum)
- sárga len (Linum flavium)
- selymes boglárka (Ranunculus illyricus)
- selymes peremizs (Inulus oculus-christi)
- tarka nőszirom (Iris variegata)
- tavaszi hérics (Adonis vernalis)
- vetővirág (Sternbergia colchiciflora)

#### Ritka, illetve védett fajok
A Kárpát-medencében endemikus fajok, illetve alfajok közül gyakori:
- budai imola (Sadler-imola, Centaurea sadleriana)
- magyar szegfű (Dianthus giganteiformis ssp. pontederae)

További botanikai különlegességek:
- gyapjas gyűszűvirág (digitalis lanata)
- magyar rózsa (Rosa hungarica)

### Állatvilága
A falu és környéke a közép-dunai faunakerület Matricum faunakörzetének Pilisicum faunajárásába tartozik. Mivel a terület nagyobb része kultúrtáj, az eredeti faunaelemek csak a környező hegyeken-dombokon maradtak fenn, és ott is csak töredékesen.
Ritkább, illetve érdekesebb fajok:

### Barlangok
Üröm négy leghosszabb barlangja az Amfiteátrum-barlang, a Csókavári-barlang, a Róka-hegyi-barlang és az Ürömi-víznyelőbarlang. A négy barlangból három fokozottan védett barlang, a Csókavári-barlang megkülönböztetetten védett barlang.

## Története
Ősi település, melynek területe már a római korban is lakott volt.
Nevét 1137-ben már említette oklevél. A 12. században a Nyulak szigeti apácakolostor birtoka volt.
A 13. század elején, még jóval a tatárjárás előtt, a Baracska nemzetség birtoka volt. E nemzetség sarja Baran fia Hippolit, miután utódai nem voltak, itteni szőlejét 1212-ben az általa épített baracskai monostornak adományozta. 1367-ben az óbudai apácák birtoka. Ekkor határát is megjárták.
1388-ban a budai káptalan tartott jogot itteni birtokrészekre. 1459-ben még mindig az óbudai apácák voltak  birtokosai.
A 13. században a királyi vincellérek faluja volt. A vasútállomástól délre fekvő hegy lejtőjén helyezkedett el Óbudaörs, egy elpusztult középkori falu, aminek lakosai szintén szőlőt műveltek. A település alatt meghúzódó pincerendszer az ürömi borászat évezredes múltját őrzi.
A török hódoltság alatt Üröm is elpusztult, a budai szandzsák 1580–1581 évi adólajstromában pusztaként szerepelt, évi 500 akcse jövedelemmel.
Az 1695 évi portaigazításkor még nem fordult elő. Valószínűleg a szatmári békekötés utáni években telepedett be újra.
1715-ben 16 német, 1720-ban 36 német háztartást írtak össze a településen.
Az 1770 évi úrbéri rendezéskor 15 20/32 másodosztályú úrbértelket vettek fel e helységben.
Római katolikus temploma 1765-ben már fennállt. Plébániáját 1821-ben alapították. 1781-ig a budai Klára-rendű apácák voltak a helység földesurai, de e rend eltörlése után a vallásalap birtokába került. 
1703-ban és 1730-ban a pestis és 1838-ban kolera pusztította a lakosokat.
A 19. században, 1800-ban József főherceg, Magyarország nádora vásárolta meg  – A nádor fiatalon elhunyt első felesége, Alekszandra Pavlovna Romanova orosz nagyhercegnő (1783–1801), I. Pál orosz cár legidősebb leánya – itt talált nyughelyet. A restaurált sírkápolna jelenleg Üröm legfőbb nevezetessége. Pavlovna halála máig vitatott, egyesek szerint császári ügynökök megmérgezték, meggátolandó a cár és a magyarok közti kapcsolat elmélyülését.
Lageräcker (Tábordűlő) nevű dűlője arról kapta a nevét, hogy 1849-ben honvédhuszárok táboroztak itt, és innen indultak a budai vár ostromához.
A falu történetének megrázó eseménye volt a németek kitelepítése a második világháborút követően. Üröm településen a statisztikák szerint 1448 embert fosztottak meg javaitól és telepítettek ki. Ez volt az egyik legnagyobb arányú kitelepítés az országban. .
A község határában lemezkő-, mészkő- és terméskőbányák üzemeltek még a 20. század elején is. 1970-1989 között közigazgatásilag hozzá tartozott a szomszédos Pilisborosjenő. A rendszerváltást követően fokozódott a szuburbanizáció folyamata. A 2000-es években komolyabb vitákat generált az M0-s autóút északi szakaszának átvezetési terve Üröm és Pilisborosjenő között.

## Közélete

### Polgármesterei
- 1990–1994: Horváth Péter (Csókavár Egyesület)[8]
- 1994–1998: Horváth Péter (Csókavár)[9]
- 1998–1999: Horváth Péter (független)[10]
- 1999–2002: G. Nagyné dr. Maczó Ágnes (független)[11]
- 2002–2006: Laboda Gábor (MSZP)[12]
- 2006–2010: Laboda Gábor (független)[13]
- 2010–2014: Laboda Gábor (független)[14]
- 2014–2019: Laboda Gábor (független)[15]
- 2019–2024: Laboda Gábor (független)[16]
- 2024– : Laboda Gábor (független)[1]

A településen 1999. június 27-én időközi polgármester-választást (és képviselő-testületi választást) tartottak, feltehetőleg a korábbi képviselő-testület önfeloszlatása miatt. A részletes eredmények eddig nem kerültek elő a Nemzeti Választási Iroda publikus nyilvántartásából.

## Népesség
A település népességének változása:
| Lakosok száma | 7091 | 7177 | 8119 | 8796 | 8260 | 8272 |
|               | 2013 | 2014 | 2021 | 2022 | 2023 | 2024 |

A 2011-es népszámlálás során a lakosok 86,7%-a magyarnak, 2,8% németnek, 0,2% románnak, 0,3% szlováknak mondta magát (13,1% nem nyilatkozott; a kettős identitások miatt a végösszeg nagyobb lehet 100%-nál). A vallási megoszlás a következő volt: római katolikus 28,8%, református 9,9%, evangélikus 1,7%, görögkatolikus 1,2%, izraelita 0,4%, felekezeten kívüli 24,2% (29,5% nem nyilatkozott).
2022-ben a lakosság 90%-a vallotta magát magyarnak, 2,6% németnek, 0,2% ukránnak, 0,2% románnak, 0,2% szlováknak, 0,1-0,1% szerbnek, lengyelnek, horvátnak, görögnek, ruszinnak és cigánynak, 7,4% egyéb, nem hazai nemzetiségűnek (9,6% nem nyilatkozott; a kettős identitások miatt a végösszeg nagyobb lehet 100%-nál). Vallásuk szerint 24,2% volt római katolikus, 8,8% református, 1,7% evangélikus, 1,6% görög katolikus, 0,2% izraelita, 0,2% ortodox, 2,7% egyéb keresztény, 0,7% egyéb katolikus, 17,3% felekezeten kívüli (42,2% nem válaszolt).
Vásárlóerő-paritás alapján 2019-ben az ország leggazdagabb települése volt.

## Jelene

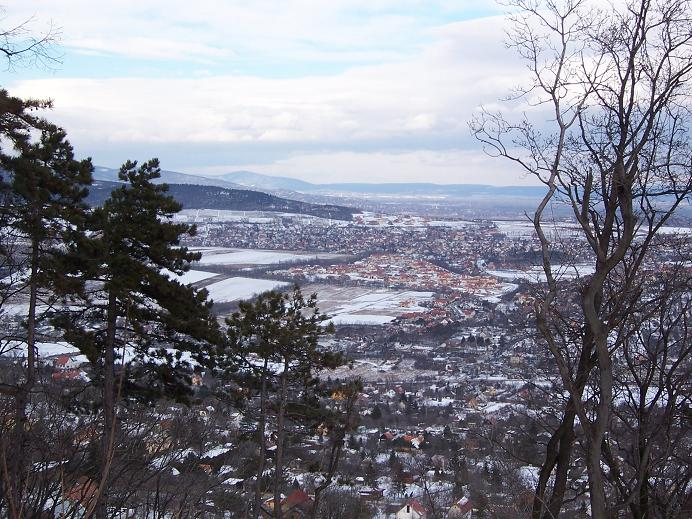
Üröm látképe a Virágosnyereg felől

A település fejlődését jelentősen befolyásolja a főváros közelsége. Arculata hasonló a Budapest környéki kertvárosokéhoz. A falu távlati fejlesztését alapvetően az épülő M0-s autóút tervezett nyomvonala határozza meg. Több változat szerint közvetlenül a falu belterülete mellett haladna. A lehetséges környezeti hatásokat mutatja be ez a videó

## Gazdasága
Az Etyek–Budai borvidék részeként már az Árpád-kori oklevelek szőlő-, illetve bortermelését említik. Az 1880-as évekig a hegyek déli oldalain a középkori eredetű, „gyökérnemes” szőlőket ültették. A dombokon legeltettek, a (homokos) löszön pedig szántóföldi növényeket termesztettek. Miután a filoxéra megsemmisítette középkori eredetű szőlészetet, a magasabb helyzetű parcellákat felhagyták, a lejjebb fekvőkbe gyümölcsösöket, később direkt termő, illetve oltott szőlőket (olasz és francia fajtákat) telepítettek. Az 1950-es évektől ezeket is jobbára felhagyták, csakúgy, mint a legelőket és kaszálókat. A szántóföldeket intenzíven az 1990-es évekig művelték, az ezredforduló után már csak részlegesen.
Kőbányászata jelentős.

## Látnivalók
- Alekszandra Pavlovna sírkápolnája
- Római katolikus temploma
- Református templom

## Ismétlődő rendezvények

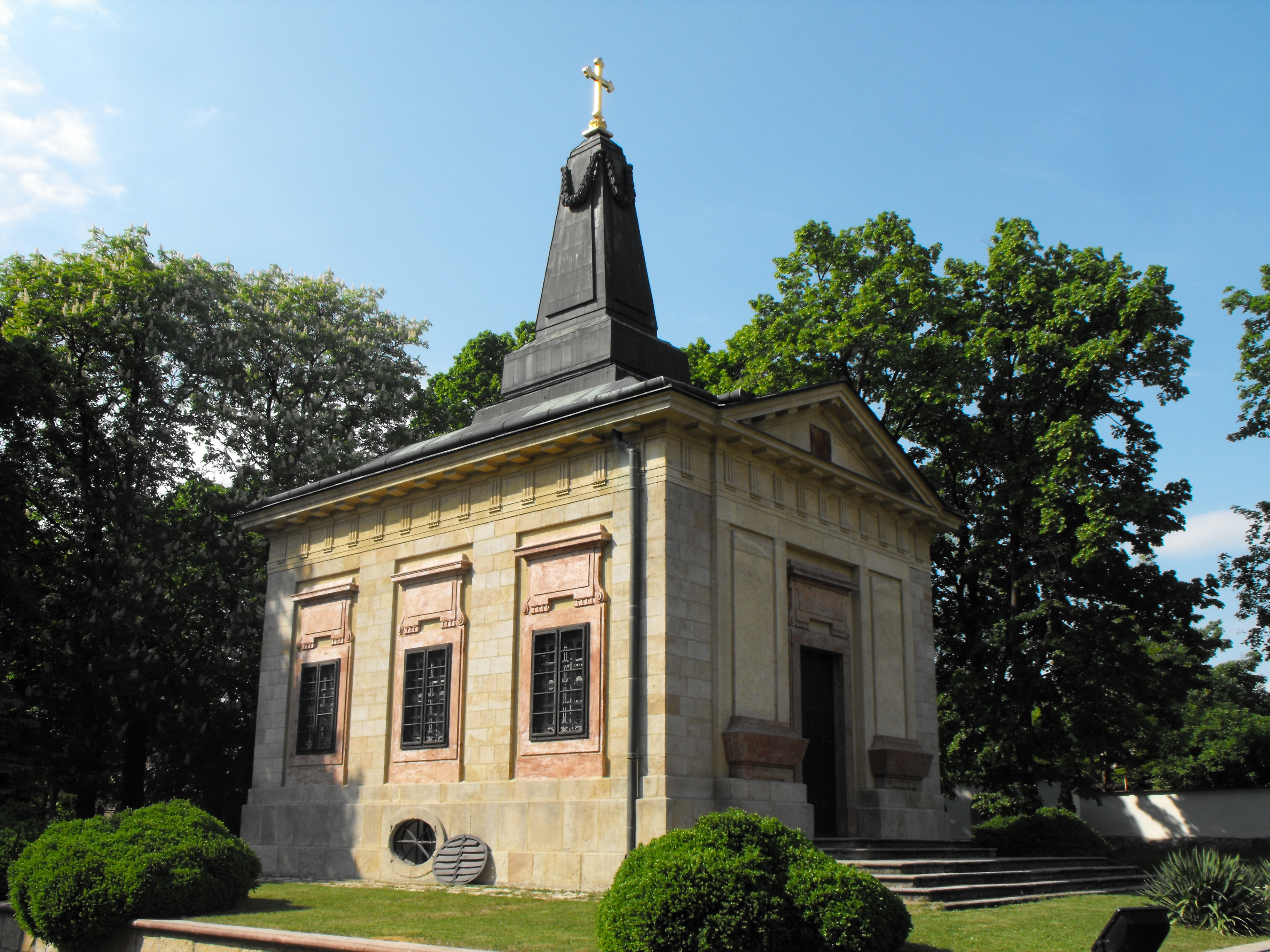
Alexandra Pavlovna sírkápolnája

- Évente borünnepet rendeznek.
- A SpaTrend Expo minden évben két alkalommal (tavasszal és késő nyáron) megrendezésre kerülő masszázsmedence, szauna és kerti bútor kiállítás.
- Évente megrendezésre kerül az Ürömi Nyári Fesztivál, ahol különböző népcsoportok, illetve hazai előadók lépnek fel.